# Список послов Великобритании в Китае
Посол Великобритании в Китае — высший дипломатический представитель Великобритании в Китайской Народной Республика, а ранее — в других государственных образованиях на территории Китая. Полный титул посла: Её Британского Величества посол в Китайской Народной Республике (англ. Her Britannic Majesty's Ambassador to the People's Republic of China).
Дипломатическая миссия в Китае существует со времён Империи Цин. Посольство Великобритании в Китае имелось в Китайской Республике. После признания Китайской Народной Республики в 1950 году дипломатические отношения не были установлены, официальная дипломатическая миссия Великобритании в КНР появилась только в 1972 году. На протяжении истории британская дипломатическая миссия располагалась в Пекине, Нанкине или обоих городах одновременно.
Ниже представлен неполный хронологический список послов Великобритании в Китае.

## Список
- 1792—1794: Джордж Макартни
- 1922: Роберт Клайв
- 1922—1926:
- 1926—1933: Майлс Лэмпсон
- 1933—1936: Александр Кадоган
- 1936
- 1936—1937: Хью Нэтчбулл-Хьюджессен
- 1936—1942: Арчибальд Кларк Керр
- 1942—1946: Хорас Сеймур
- 1946—1948: Ральф Стивенсон
- 1953—1955: Хэмфри Тревельян
- 1955—1957: Кон О’Нил
- 1957—1959: Арчибальд Дункан Уилсон
- 1959—1962:
- 1962—1965: Теренс Гарви
- 1991—1994: Робин Макларен
- 2006—2010: Уильям Эрман
- 2010—2015: Себастьян Вуд
- 2015—2020: Барбара Вудворд
- 2020: Кэролайн Уилсон